# (12513) Niven
(12513) Niven est un astéroïde de la ceinture principale.

## Description
(12513) Niven est un astéroïde de la ceinture principale. Il fut découvert par Paul G. Comba le 27 avril 1998 à Prescott. Il présente une orbite caractérisée par un demi-grand axe de 2,15 UA, une excentricité de 0,178 et une inclinaison de 2,23° par rapport à l'écliptique.
Il fut nommé d'après le mathématicien américano-canadien Ivan Niven (1915-1999), spécialiste de la théorie des nombres.

## Compléments